# Біжгір
Біжгір (рум. Bijghir) — село у повіті Бакеу в Румунії. Входить до складу комуни Бухоч.
Село розташоване на відстані 251 км на північ від Бухареста, 7 км на північний схід від Бакеу, 75 км на південний захід від Ясс.

## Населення
За даними перепису населення 2002 року у селі проживали 2459 осіб, з них 2458 осіб (> 99,9%) румунів. Рідною мовою 2457 осіб (99,9%) назвали румунську.